# Cryptosaccus asturiensis
Cryptosaccus asturiensis is een slakkensoort uit de familie van de Hygromiidae. De wetenschappelijke naam van de soort is voor het eerst geldig gepubliceerd in 1994 door Prieto & Puente.